# Annus mirabilis (Gedicht)
Annus Mirabilis, das Jahr der Wunder, ist ein Gedicht des englischen Dichters John Dryden aus dem Jahr 1666. Dryden schrieb das Gedicht in Charlton, Wiltshire, wohin er vor der Pestepidemie in London geflohen war.
Das Gedicht behandelt die Englisch-Niederländischen Seekriege sowie den Großen Brand von London.
Es enthält 1216 Zeilen, die in 304 Quartetten angeordnet sind. Jedes Quartett folgt dem Reimschema [abab].